# U-1103
| U-1103 | U-1103 | U-1103 |
| --- | --- | --- |
| U 1103 | | |
| | | |
| Зображення підводного човна U-995, однотипного з U-1103                                                              | | |
| Верф | Nordseewerke, Емден | Nordseewerke, Емден |
| Під прапором | Третій Рейх | Третій Рейх |
| Належність | Крігсмаріне | Крігсмаріне |
| Порт приписки | Куксгафен | Куксгафен |
| Замовлення | 14 жовтня 1941 | 14 жовтня 1941 |
| Закладений | 26 травня 1943 | 26 травня 1943 |
| Спуск на воду | 12 жовтня 1943 | 12 жовтня 1943 |
| Введений до складу флоту                                                                                             | 8 січня 1944 | 8 січня 1944 |
| На службі | 1944—1945 | 1944—1945 |
| Сучасний статус | 30 грудня 1945 року затоплений у ході операції «Дедлайт»                                                                                               | 30 грудня 1945 року затоплений у ході операції «Дедлайт»                                                                                               |
| Бойовий досвід | Друга світова війна | Друга світова війна |
| Проєкт | | |
| Тип ПЧ | середній торпедний ДПЧ | середній торпедний ДПЧ |
| Вартість | 4 714 000 ℛℳ | 4 714 000 ℛℳ |
| Основні характеристики                                                                                               | | |
| Швидкість (надводна)                                                                                                 | 17,9 вузла | 17,9 вузла |
| Швидкість (підводна)                                                                                                 | 8 вузлів | 8 вузлів |
| Робоча глибина занурення                                                                                             | 100 м | 100 м |
| Гранична глибина занурення                                                                                           | 250 м | 250 м |
| Дальність плавання                                                                                                   | 8500 морських миль (15 700 км) на швидкості 10 вузлів (у надводному положенні) 80 морських миль (150 км) на швидкості 4 вузли (в підводному положенні) | 8500 морських миль (15 700 км) на швидкості 10 вузлів (у надводному положенні) 80 морських миль (150 км) на швидкості 4 вузли (в підводному положенні) |
| Екіпаж | 44—60 осіб | 44—60 осіб |
| Розміри | | |
| Довжина найбільша (по КВЛ)                                                                                           | 67,1 м | 67,1 м |
| Ширина корпусу найб.                                                                                                 | 6,2 м | 6,2 м |
| Висота | 9,6 м | 9,6 м |
| Середня осадка (по КВЛ)                                                                                              | 4,74 м | 4,74 м |
| Водотоннажність надводна                                                                                             | 759 т | 759 т |
| Силова установка | | |
| дизель-електрична; 2 дизельних двигуни Germaniawerft M6V 40/46, 2 електродвигуни Siemens-Schuckert-Werke GU 343/38-8 | | |
| Гвинти | 2 | 2 |
| Потужність | 2800—3200 к.с. (дизелі) 750 к.с. (електродвигуни) | 2800—3200 к.с. (дизелі) 750 к.с. (електродвигуни) |
| Озброєння | | |
| Артилерія | 1 × 88-мм палубна гармата SK C/35 | 1 × 88-мм палубна гармата SK C/35 |
| Торпедно- мінне озброєння                                                                                            | 4 носових і один кормовий ТА 14 торпед або 26 мін TMA чи TMB                                                                                           | 4 носових і один кормовий ТА 14 торпед або 26 мін TMA чи TMB                                                                                           |
| ППО | 1 × 37-мм зенітна гармата Flak M42 2 × 20-мм зенітні гармати FlaK 30                                                                                   | 1 × 37-мм зенітна гармата Flak M42 2 × 20-мм зенітні гармати FlaK 30                                                                                   |

U-1103 — німецький середній підводний човен типу VIIC/41, що входив до складу Військово-морських сил Третього Рейху за часів Другої світової війни. Закладений 26 травня 1943 року на верфі компанії Nordseewerke в Емдені, спущений на воду 12 жовтня 1943 року. 8 січня 1944 року корабель увійшов до складу 8-ї навчальної флотилії ПЧ ВМС нацистської Німеччини.

## Історія
U-1103 належав до німецьких підводних човнів типу VIIC/41, найчисельнішого типу субмарин Третього Рейху, яких було випущено 703 одиниці. Службу розпочав у складі 8-ї навчальної флотилії підводних човнів, з 1 вересня 1944 року переведений до 22-ї навчальної флотилії, а 1 березня 1945 року — у 31-ій флотилії ПЧ. У бойові походи не виходив, жодного корабля або судна не потопив та не пошкодив.
5 травня 1945 року човен разом з ПЧ U-291, U-779, U-883, U-1406, U-1407, U-2341 і U-2356 капітулював союзникам у Куксгафені. 23 червня 1945 року переведений у Вільгельмсгафен через Кіль, а потім у Лох-Раян, Шотландія.
30 грудня 1945 року за планом операції «Дедлайт» трофейний німецький човен був відбуксований фрегатом «Каусенд Бей» у відкрите море та потоплений артилерійським вогнем британського есмінця «Онслот».

## Командири
- Капітан-лейтенант Ганс Бунгардс (8 січня — 2 липня 1944)
- Оберлейтенант-цур-зее Вернер Заусмікат (3 липня — 8 жовтня 1944)
- Оберлейтенант-цур-зее резерву Карл-Гайнц Шмідт (9 жовтня — 24 листопада 1944)
- Оберлейтенант-цур-зее Юрген Іферсен (25 листопада 1944  25 лютого 1945)
- Оберлейтенант-цур-зее Вільгельм Айзеле (26 лютого — 5 травня 1945)